# Монстр (фільм, 2008)
«Монстр» (англ. Monster) — американський кінофільм режисера Еріка Естенберга, що вийшов на екрани в 2008 році.

## Сюжет
Над людством нависла небачена раніше загроза. Щось величезне й зловісне повільно, але впевнено піднімається з глибинних шарів земної кори. Рух жахливого монстра викликає стихійні масові лиха. Рахунок жертв уже пішов на десятки тисяч, а чудовисько ще навіть не явило світу і половини своєї руйнівної могутності…

## У ролях
| Актор            | Роль |
| ---------------- | ---- |
| Ерін Салліван    | -    |
| Сара Лівінг      | -    |
| Джастін Л. Джонс | -    |
| Казуюкі Окада    | -    |
| Йоші Андо        | -    |
| Дженніфер Кім    | -    |
| Hiroshi Ueha     | -    |
| Акіра Сато       | -    |
| Косей Секі       | -    |
| Джейсон Вільямс  | -    |

## Знімальна група
- Режисер — Ерік Естенберг
- Сценарист — Ерік Естенберг, Девід Майкл Летт
- Продюсер — Девід Майкл Летт, Пол Бейлс, Джефф Кегл